# 7635 Carolinesmith
7635 Carolinesmith eller 1983 VH1 är en asteroid i huvudbältet som upptäcktes den 6 november 1983 av den tjeckiske astronomen Antonín Mrkos vid Kleť-observatoriet i Tjeckien. Den är uppkallad efter Caroline Smith.
Asteroiden har en diameter på ungefär 24 kilometer och den tillhör asteroidgruppen Eos.